# 佩尼亚尔瓦
佩尼亚尔瓦，是西班牙阿拉贡自治区韦斯卡省的一个市镇。总面积157平方公里，总人口784人（2001年），人口密度5人/平方公里。